# Yang Wei
Yang Wei (n. 13 ianuarie 1979, Guangdong, Republica Populară Chineză) este o jucătoare de badminton ce a reprezentat Republica Populară Chineză, medaliată olimpică. A participat la 3 ediții ale Jocurilor Olimpice (2000, 2004, 2008) în care a câștigat o medalie de aur și o medalie de argint.